# Pigment biliaire
Les pigments biliaires, également appelés bilines et bilanes, sont des produits de dégradation de l'hémoglobine des globules rouges (la durée de vie moyenne des globules rouges est de l'ordre de 120 jours) ou d'une protéine analogue chez d'autres animaux.
La partie non protéique de l'hémoglobine (l'hème tétrapyrrolique) est dégradée en fer et bilirubine. Le fer est recyclé par l'intermédiaire de la ferritine, une protéine capable de le stocker efficacement. La bilirubine (lipophile, hydrophobe et donc peu soluble dans l'eau) est combinée avec l'acide glucuronique (porteur de groupements hydrophiles  –OH et –COO–) pour donner la bilirubine conjuguée, un pigment biliaire soluble dans l'eau et responsable de la couleur jaune-brun de la bile.
La bilirubine conjuguée passe dans l'intestin avec la bile et est dégradée en stercobiline, un pigment biliaire responsable de la couleur brune des selles.